# Monastero di Allendorf
Il monastero di Allendorf era un monastero benedettino, poi divenuto cistercense, nella città di Bad Salzungen, in Germania.

## Storia
Il monastero venne fondato dopo il 1265 sul sito di un'antica cappella dedicata alla Madonna e menzionata in quello stesso anno come proprietà dei signori di Frankenstein, un ramo dei conti di Henneberg. In un documento datato 16 febbraio 1266, nel quale il vescovo di Münster, Gerhard von der Mark, concedeva un'indulgenza a favore della fondazione del monastero, per la prima volta abbiamo la conferma tramite fonti scritte della presenza del monastero. Il monastero subì delle distruzioni nel coeso della campagna di Adolfo di Nassau in Turingia nel 1295.
Abitato da un gruppo di monache, il monastero di Allendorf era sotto la diretta supervisione dell'abbazia di Fulda. Nel 1295 lo stesso principe-abate di Fulda nominò il primo prevosto quale suo rappresentante per la direzione del convento ed al 1300 risale il primo nome di una badessa; nel 1329 venne nominata la prima priora e nel 1346 il primo maestro di scuola. Più tardi vengono menzionati la presenza stabile di un sacrestano e nel 1312 al monastero vengono elencate 28 suore in tutto. Sin dalla sua fondazione, il monastero poteva disporre di rendite e proprietà nell'area di Dermbach e Bad Salzungen, integrati poi da altre donazioni di famiglie aristocratiche che avviavano poi le loro figlie all'interno dell'istituzione monacale. L'ingerenza sempre maggiore dell'aristocrazia, portò spesso alla conclusione di contratti abusivi che privavano il monastero delle proprie dotazioni a favore di privati, circostanza che papa Innocenzo VI fece presente al prevosto di Petersberg con una lettera nel 1353, intimandogli di recuperare il maltolto al monastero.
Nel 1314 il vescovo di Coira, Siegfried von Gelnhausen, consacrò la chiesa del monastero per conto dell'arcivescovo di Magonza. 
Già prima del 1330, il patronato sul monastero passò dai Frankenstein all'abbazia imperiale di Fulda, e poi ai Wettin nel 1366. Nel 1409, l'arcivescovo di Magonza acquisì metà della città e del feudo di Bad Salzungen, che passò a Würzburg nel 1423 e poi ai conti di Henneberg-Römhild nel 1433, pur lasciando all'abbazia di Fulda il diritto di nominare o rimuovere il prevosto. Ovviamente, in questa diarchia di influenze, non mancarono gli scontri continui tra le due istituzioni e le famiglie patrone che cercavano ciascuno dal suo punto di vista di prevalere sull'altro.
Il monastero rimase sostanzialmente immutato sino al 1508 quando il prevosto Johann Löher, su commissione dell'abate di Fulda, Giovanni, non riformò il monastero spostandovi delle monache di estrazione borghese provenienti dal monastero di Sant'Ulrico a Würzburg, cambiandone quindi anche l'affiliazione monastica. Il prevosto Adolf von Biedenfeld fu inoltre particolarmente attento a mediare con i Wettin, ma non poté fare nulla quando il convento venne colpito dalla furia della guerra dei contadini che nel 1525. Fortunatamente l'archivio ed i tesori dell'istituzione vennero trasportati per tempo a Bad Salzungen dove anche le suore riuscirono a rifugiarsi. Dopo la fine degli scontri, ad ogni modo, le proprietà del monastero vennero confiscate dai nuovi sovrani protestanti ed il prevosto di Biedenfeld venne incaricato della gestione delle monache restanti.
A partire dal 1634 la chiesa venne utilizzata dalla comunità protestante dopo lo scioglimento del monastero. Gli spazi del complesso comprendevano un ospedale, un chiostro, la residenza del prevosto, quella della badessa, le celle per le monache, un mulino e una fabbrica di birra. Un incendio nel 1786 distrusse tutti gli edifici del complesso ed i ruderi vennero successivamente utilizzati come cava di materiale da costruzione.

## L'archivio
L'archivio, preso in custodia dall'ufficiale giudiziario di Salzunger durante la guerra dei contadini, si trova oggi all'archivio della casa dei Sassonia-Coburgo-Gotha che lo ha consegnato nel 1932 all'archivio di stato della Turingia a Meiningen.

## Elenco delle badesse
Nel corso della sua storia sono stati ritrovati i nomi di 21 badesse del monastero di Allendorf.
| Nome                         | Anni di reggenza |
| ---------------------------- | ---------------- |
| Lukarde                      | 1300–1313        |
| Katharina                    | 1315–1325        |
| Kunigunde                    | 1326–1349        |
| Katharina                    | 1349–1357        |
| Euphemia von Lichtenberg     | 1371–1395        |
| Richza von Wildprechtroda    | 1397             |
| Adelheid                     | 1399             |
| Richza                       | 1404             |
| Petrissa von Heringen        | 1406,1407        |
| Felicitas                    | 1411             |
| Elisabeth von Heringen       | 1412–1415        |
| Petrissa von Rosenthal       | 1413–1434        |
| Anna                         | 1428, 1429       |
| Margarete von Lichtenberg    | 1436             |
| Elisabeth von Breitungen     | 1441             |
| Margarete von Brend          | 1449–1455        |
| Katharina von Morsberg       | 1450(?)–1456     |
| Anna von Beenhausen          | 1468–1480        |
| Katharina von Kohlhausen     | 1485–1501        |
| Elisabeth Neidhart o Nithart | 1508–1523        |
| Dorothea Pfannstein          | 1523-1525        |